# Henri Ier de Mecklembourg
Pour les articles homonymes, voir Henri et Henri Ier.
Henri Ier dit « le Pèlerin » (en allemand : Henrich der Pilger ou Hierosolymitanus), né en 1230 et décédé le 2 janvier 1302, est un prince de la maison de Mecklembourg, fils du duc Jean Ier. Il fut prince de Mecklembourg de 1264 à 1275 puis de 1299 jusqu'à sa mort.

## Famille
Henri est le fils de Jean Ier (v.1211-1264), prince de Mecklembourg à partir de 1234, et de son épouse Luitgarde (morte en 1267), fille du comte Poppon VII d'Henneberg.

### Mariage et descendance
En 1259, Henri Ier de Mecklembourg épouse Anastasie (1245-1317), fille du duc Barnim Ier de Poméranie.
Trois enfants naissent de cette union :
- Luitgarde (v.1260-1283) ; en 1273 à Stetin elle épouse le duc Przemysl de Poznań, futur roi de Pologne.
- Henri II (1267-1329), prince de Mecklembourg.
- Jean III de Mecklembourg (1270-1289), co-prince de Mecklembourg de 1287 à 1289 ; en 1288 il épouse Hélène de Rügen (morte en 1315), fille du prince Wisław II de Rügen (un enfant)

## Biographie
Après la mort de son père en 1264, il a régné conjointement avec son frère cadet Albert Ier qui meurt l'année suivante.
En 1270, Henri Ier de Mecklembourg entreprend une croisade contre les Lituaniens non convertis au christianisme. En 1271, il part en pèlerinage à Jérusalem, il est capturé sur la route du Caire et reste aux mains des Arabes de janvier 1272 à décembre 1297. Pendant ce temps, la principauté est le théâtre de disputes entre les frères et les cousins d'Henri Ier de Mecklembourg. Cette querelle concerne la garde des enfants du prince captif mais également la régence. Les désaccords prennent fin lors de la prise du pouvoir d'Henri II de Mecklembourg.
En 1298, Henri Ier de Mecklembourg est libéré, il prend la route du Péloponnèse, Rome, puis le Mecklembourg. À son retour, il exerce de nouveau le pouvoir de 1299 à 1302.
Il est inhumé au monastère de Doberan.

## Généalogie
Henri Ier de Mecklembourg appartient à la première branche de la Maison de Mecklembourg.